# Дауферио, Джованни
Джованни Дауферио (Giovanni Dauferio, также известный как Johannes Dauferii либо Dauferius) — католический церковный деятель XII века.
На консистории, проходившей в декабре 1122 года был провозглашен кардиналом-дьяконом Сан-Никола-ин-Карчере.
Участвовал в выборах папы Гонория II (1124) и антипапы Анаклета II (1130).
Последний сделал его кардиналом-священником Санта-Пуденциана.
До 1133 года присягнул на верность папе Иннокентию II.